# Rubus platyphyllus
Rubus platyphyllus är en rosväxtart som beskrevs av C. Koch. Rubus platyphyllus ingår i släktet rubusar, och familjen rosväxter. Inga underarter finns listade i Catalogue of Life.